# إيرل إيمرسون
إيرل إيمرسون (بالإنجليزية: Earl Emerson)‏ (1948، تاكوما في الولايات المتحدة)؛ روائي أمريكي.